# Padri fondatori dell'Unione europea

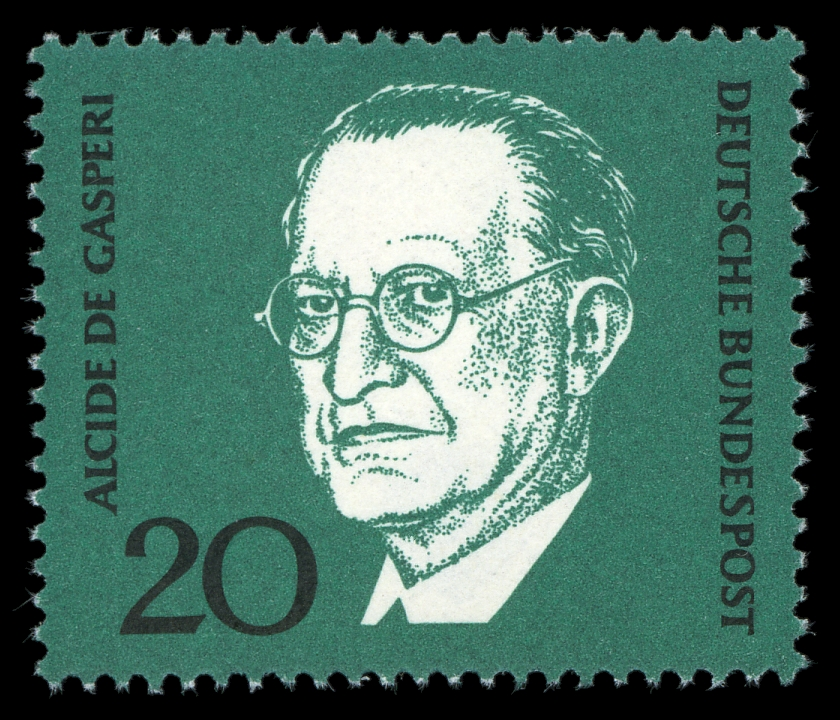
Alcide De Gasperi, uno dei padri fondatori, commemorato da un bollo della Deutsche Bundespost

Col termine di padri fondatori dell'Unione europea si indica un gruppo di personalità di cui è riconosciuto il ruolo prominente nella genesi del progetto dell'unificazione europea che ha portato all'attuale Unione europea.

## Elenco
Parlando in senso stretto, il nome è stato attribuito dalla stampa e dalla storiografia a un gruppo di sette uomini politici che hanno giocato un ruolo importante nell'avvio del processo di costruzione europea:
- Alcide De Gasperi
- Altiero Spinelli
- Jean Monnet
- Robert Schuman
- Joseph Bech
- Konrad Adenauer
- Paul-Henri Spaak

Il sito web storico dell'Unione europea cita un più vasto "gruppo eterogeneo di persone mosse dagli stessi ideali: la pace, l'unità e la prosperità in Europa", includendo, oltre ai sette già citati, anche Winston Churchill (Regno Unito), Carlo Sforza (Italia), Walter Hallstein (Germania), Sicco Leendert Mansholt e Jan Willem Beyen (Paesi Bassi).